# (59800) Astropis
(59800) Astropis (1999 PV4) – planetoida z grupy pasa głównego asteroid okrążająca Słońce w ciągu 4,23 lat w średniej odległości 2,61 j.a. Odkryta 14 sierpnia 1999 roku.